# Пинто, Бруно Энрике
Бру́но Энри́ке Пи́нто (порт. Bruno Henrique Pinto, также известный как Бруниньо или просто Бруно Энрике; 30 декабря 1990, Белу-Оризонти) — бразильский футболист, нападающий клуба «Фламенго». В 2019 году признан ФИФА футболистом, развившим в ходе матча самую высокую максимальную скорость.

## Биография

### Клубная карьера
Бруно Энрике довольно поздно начал профессиональную карьеру. До 21 года он выступал на любительском уровне, параллельно зарабатывая на жизнь в других сферах. В 2012 году вместе со своей командой стал победителем Кубка Итатиаи, где он стал лучшим игроком, действуя в связке со своим старшим братом Жуниньо. Обоих игроков пригласили в «Крузейро». Однако Бруниньо, как прозвали Бруно Энрике, так и не дебютировал за «лис» — в том же году он отправился в аренду в «Уберландию», где и дебютировал на профессиональном уровне. В 2013 году продолжил выступления за эту команду. В 2014 году вновь был отдан в аренду — в команду «Итумбиара», которая играла в чемпионате штата Гояс. Здесь его заметили представители ФК «Гояс», который играл в бразильской Серии A, и пригласили к себе.
В 2015 году Бруно выиграл с «Гоясом» чемпионат штата, став при этом лучшим бомбардиром турнира. Несмотря на то, что «Гояс» вылетел из Серии A, нападающий привлёк к себе внимание зарубежных клубов. В начале 2016 года он перешёл в германский «Вольфсбург». Здесь он доиграл до конца сезона 2015/16, а также провёл первую половину сезона 2016/17.
В январе 2017 года Бруно Энрике перешёл в «Сантос». Сумма трансфера составила 4 млн евро. Дебютировал за новую команду 12 февраля в гостевом матче чемпионата штата Сан-Паулу против «Ред Булл Бразил», выйдя на замену Родригану на 72 минуте. «Сантос» вырвал победу 3:2 на третьей добавленной минуте. 12 марта в том же турнире забил свои первые голы, причём сразу же оформив хет-трик в гостевой игре с «Сан-Бернардо» (победа 4:1). В чемпионате Бразилии Бруно Энрике стал настоящим лидером своей команды, забив за неё 18 голов и отдав 11 результативных передач — по обоим этим показателям он занял первое место среди всех игроков «Сантоса».
В Лиге Паулисте 2018 года Бруно сыграл лишь в одном матче против «Линенсе» (победа 3:0), во время которой травмировал глаз. На восстановление ушло три месяца, нападающий вернулся на поле лишь в апреле — уже в матче чемпионата Бразилии.
В 2019 году перешёл во «Фламенго». Очень удачно дебютировал в новой команде — оформил дубль в ворота «Ботафого» в игре Лиги Кариоки, благодаря чему «Фламенго» одержал победу со счётом 2:1.
По состоянию на 22 ноября, забил во всех турнирах за «рубро-негрос» 31 гол, в том числе 18 — в чемпионате Бразилии 2019 и пять — в розыгрыше Кубка Либертадорес. Составил мощную связку нападения вместе с другим нападающим сборной Бразилии Габриелом Барбозой (Габиголом), на счету которого 38 голов за «Фла» в 2019 году (суммарно двое нападающих забили 69 голов).
21 августа 2019 года в матче 1/4 финала Кубка Либертадорес против «Интернасьонала» оформил дубль, благодаря чему «красно-чёрные» выиграли 2:0. В ходе игры Бруно Энрике развил максимальную скорость в 38 км/ч. Данный рекорд был зафиксирован ФИФА, которая объявила бразильца самым быстрым футболистом в мире. Ранее рекорд принадлежал валлийцу Гарету Бейлу.
Вместе с командой 23 ноября 2019 года стал обладателем Кубка Либертадорес — для «Фламенго» это стал второй титул — первый был завоёван 38 лет назад. Также помог своей команде выиграть чемпионат штата и чемпионат Бразилии.

### Сборная
Отличная форма Габриела Энрике была отмечена тренерским штабом сборной Бразилии. Дебютировал за «канарильяс» 6 сентября 2019 года в товарищеском матче против сборной Колумбии.

### Выступления за сборную
| Матчи Бруно Энрике за сборную Бразилии | Матчи Бруно Энрике за сборную Бразилии | Матчи Бруно Энрике за сборную Бразилии | Матчи Бруно Энрике за сборную Бразилии | Матчи Бруно Энрике за сборную Бразилии | Матчи Бруно Энрике за сборную Бразилии |
| №                                      | Дата                                   | Оппонент                               | Счёт                                   | Голы                                   | Соревнование                           |
| -------------------------------------- | -------------------------------------- | -------------------------------------- | -------------------------------------- | -------------------------------------- | -------------------------------------- |
| 1                                      | 6 сентября 2019                        | Колумбия                               | 2:2                                    | —                                      | Товарищеский матч                      |
| 2                                      | 10 сентября 2019                       | Перу                                   | 0:1                                    | —                                      | Товарищеский матч                      |

Итого: 2 игры / 0 голов; 0 побед, 1 ничья, 1 поражение.

## Титулы и достижения
Командные
- Чемпион штата Рио-де-Жанейро (3): 2019, 2020, 2021
- Чемпион штата Гояс (1): 2015
- Чемпион Бразилии (2): 2019, 2020
- Обладатель Суперкубка Бразилии (2): 2020, 2021
- Обладатель Кубка Либертадорес (1): 2019
- Финалист Кубка Либертадорес (1): 2021
- Обладатель Рекопы Южной Америки (1): 2020

Личные
- Лучший бомбардир чемпионата штата Рио-де-Жанейро (1): 2019 (8 голов)
- Участник символической сборной и лучший игрок чемпионата Бразилии (Globo и КБФ) (1): 2019
- Участник символической сборной чемпионата Бразилии (Серебряный мяч) (1): 2019
- Лучший игрок Кубка Либертадорес (1): 2019